# Parc national de Westland Tai Poutini
Le parc national de Westland Tai Poutini est situé sur l'île du Sud de la Nouvelle-Zélande. Créé en 1960, au centenaire de l'établissement d'Européens dans ce qui est aujourd'hui le district de Westland, il a une superficie de 1 175 km² et va des pics les plus élevés des Alpes du Sud à une côte sauvage et difficile d'accès.
Dans le parc on trouve des glaciers, une source chaude, des lacs et une forêt tempérée humide ainsi que, sur la côte, les restes de quelques villes minières du temps de la ruée vers l'or.
La faune inclut plusieurs espèces introduites de grands mammifères prisés par les chasseurs, dont le cerf élaphe, le chamois et le tahr. Des hélicoptères peuvent rapprocher les chasseurs de leur cible, la chasse étant permise mais restreinte dans le parc.
Le parc fait partie de la région appelée Te Wāhipounamu, qui est sur la liste du patrimoine mondial de l'UNESCO.